# Medaille vom 10. August 1792

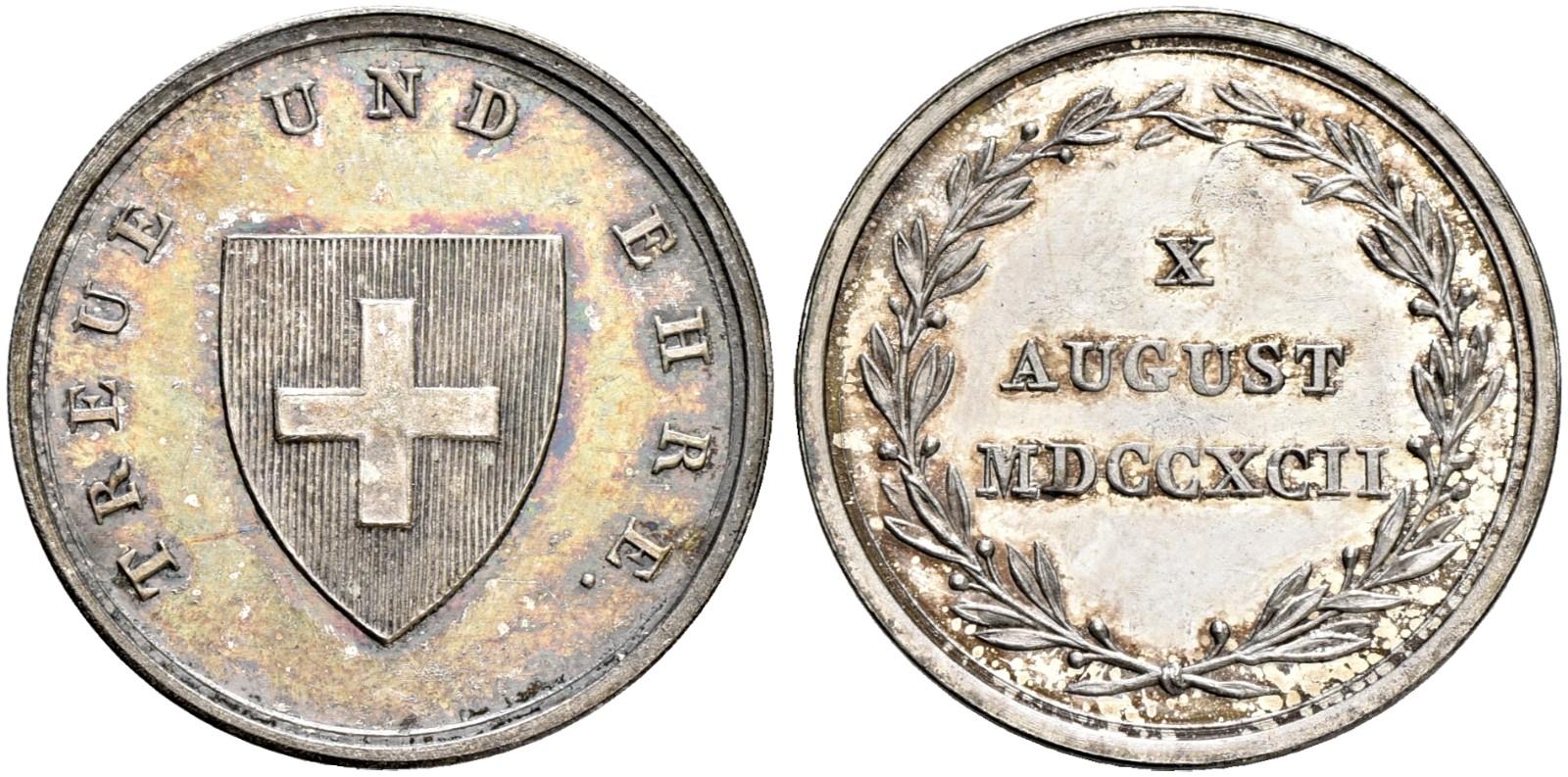
Medaille in Silber

Die Medaille vom 10. August 1792 konnte allen Personen des Regiments der französischen Schweizergarde verliehen werden, die beim Aufstand vom 10. August 1792 an der Verteidigung des Pariser Tuilerienpalastes teilgenommen hatten.
Die Medaille wurde 1817 von der eidgenössischen Tagsatzung am 7. August 1817 für die noch lebenden Offiziere, Unteroffiziere und Soldaten gestiftet. Es wurden 395 Medaillen verliehen.
Die aus Eisen gefertigte runde Medaille zeigt auf der Vorderseite das eidgenössische Wappenschild mit der Umschrift  TREUE UND EHRE , auf der Rückseite von einem Lorbeerkranz umgeben dreizeilig das Datum  X AUGUST MDCCXCII . Im Rand wurde der Name des Trägers eingraviert. Stücke ohne Gravur werden als "Versuchsstücke" bezeichnet. Es sind Medaillen in Silber und Bronze bekannt.
Getragen wurde die Auszeichnung an einem roten Band mit weissen Randstreifen auf der linken Brustseite. Auf dem Band ist ein weiss gesticktes Schweizer Kreuz zu sehen.